# Mertensophryne nairobiensis
Mertensophryne nairobiensis är en groddjursart som först beskrevs av Arthur Loveridge 1932.  Mertensophryne nairobiensis ingår i släktet Mertensophryne och familjen paddor. IUCN kategoriserar arten globalt som otillräckligt studerad. Inga underarter finns listade i Catalogue of Life.